# Parque nacional Chaco

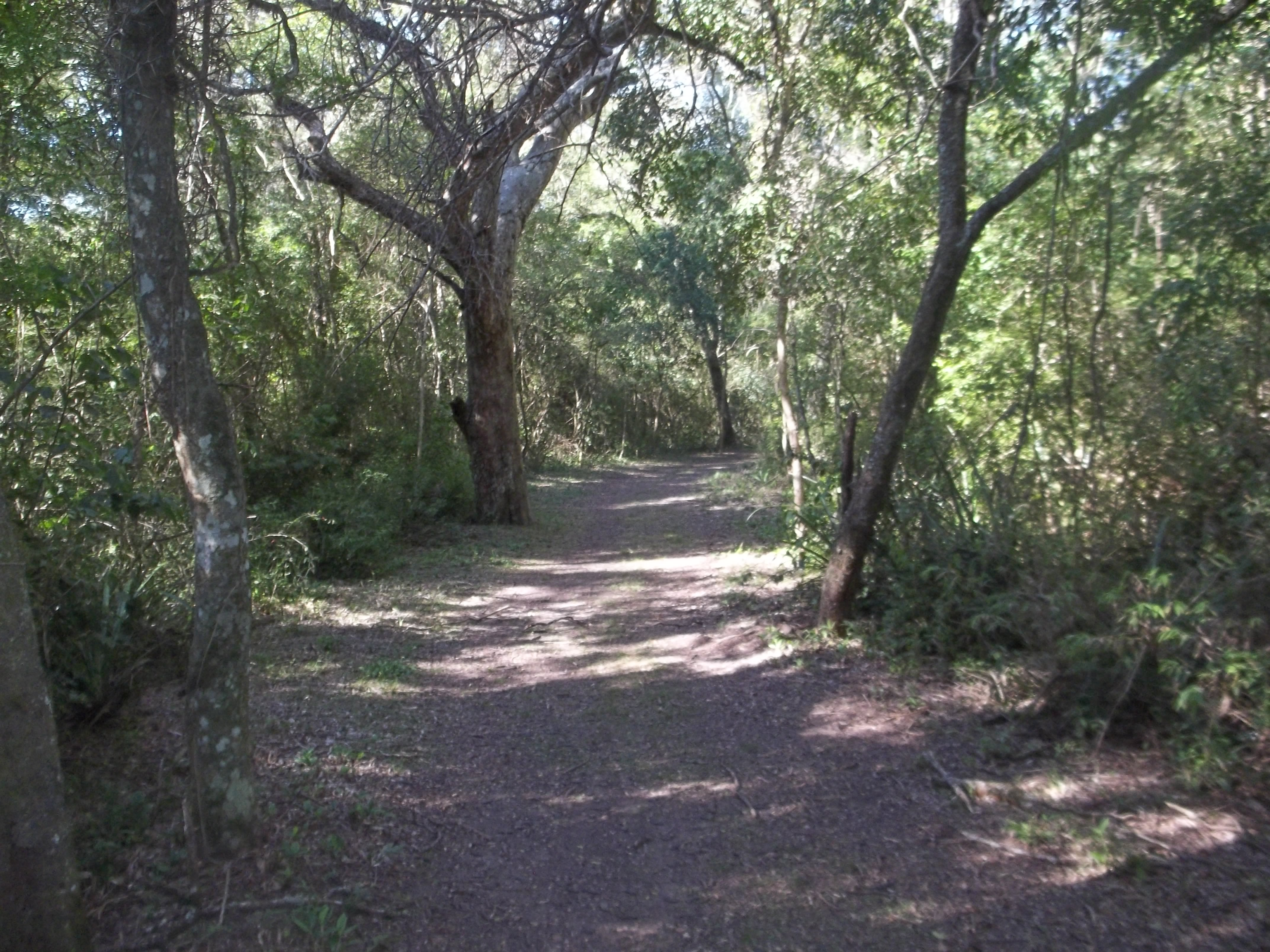
Sendero selvático en el recorrido de las lagunas.

El parque nacional Chaco es un área natural protegida ubicada en la provincia del Chaco en Argentina. Su objetivo es la conservación del entorno de la zona oriental del Chaco, caracterizada por sus lagunas y vegetación selvática alternadas con palmares y bañados; en el parque se desarrollan estos ambientes en torno al curso del río Negro, que atraviesa el sector este del parque. El parque nacional posee 14 981 hectáreas. El clima es subtropical sin estación seca. 
El parque nacional tiene un Plan de Gestión aprobado en 2019.

## Características generales

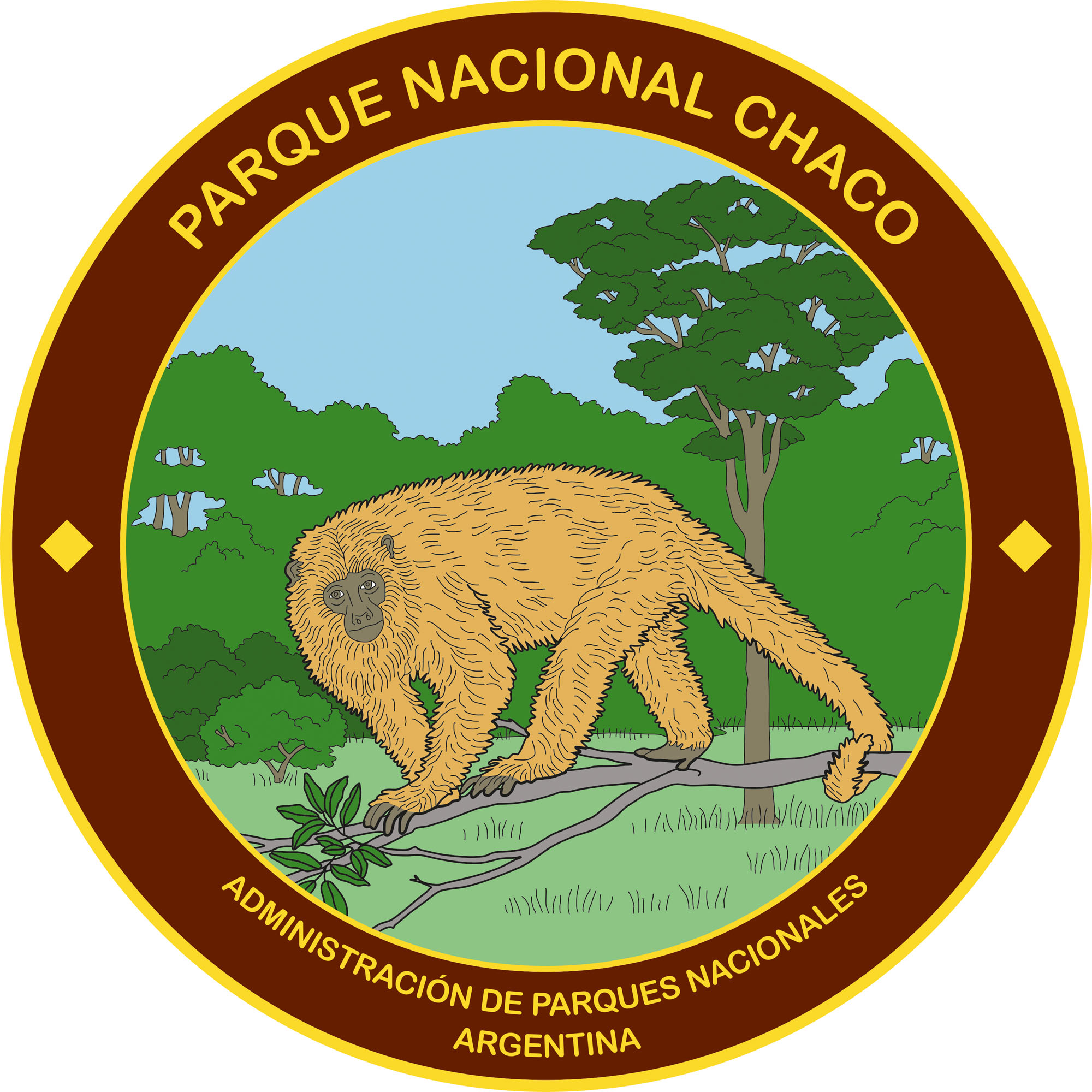
escudo del parque

En el parque se encuentran bosques de quebracho colorado, árbol que ha sido talado indiscriminadamente y mermado hasta ponerlo en peligro de extinción durante el siglo XX. El mono aullador y el loro hablador son otras especies en peligro que viven dentro del área.
Dentro del parque hay diversos paisajes, tales como los montes compuestos por árboles de hasta 15 m de altura, sabanas, esteros y lagunas. Las lagunas son Panza de Cabra, Yacaré y Carpincho.
La flora típica es la de quebracho colorado y quebracho blanco, espina colorada, lapacho, guayabí, guayacán y chaguares. La fauna característica comprende aguraguazues, tapires, corzuelas pardas, osos hormigueros(muy raros), tamaduás, pumas, hurones mayores, pecaríes de collar,  gatos moros, guazunchos, mono carayá, yacarés, tortugas acuáticas, cocoés, ranas trepadoras, curiyús, etc. Entre las más de 340 especies de aves se encuentran lechuzas, atajacaminos, urutaú, pájaros carpinteros, urracas paraguayas, garzas, chajáes, biguaes, gallitos de agua, cigüeñas, horneros, patos, chuñas de patas rojas y hasta ñandúes, etc.
En varias zonas del parque se puede acampar. Existe un sendero de interpretación que puede ser recorrido en vehículo, con dos tramos para recorrer a pie. Uno de estos tramos conduce a las lagunas Carpincho y Yacaré para hacer avistaje de aves, y en el otro sendero se pueden apreciar los árboles nativos.

## Creación y legislación
En 1936 el Poder Ejecutivo Nacional presentó un proyecto de ley para crear 7 parques nacionales y reservas, entre los cuales se encontraba el Chaco de 15 000 ha. La ley no fue sancionada por el Congreso y el presidente Agustín Pedro Justo mediante el decreto n.º 105 433 de 11 de mayo de 1937 declaró reservas nacionales con destino a parques nacionales a 4 territorios de la Patagonia sin incluir al Chaco.
Se considera como su origen a la ley n.º 14366 de Bienes nacionales en los territorios provincializados, sancionada el 19 de noviembre de 1954 y promulgada el 22 de octubre de 1954. Esta ley menciona entre los bienes que el Estado Nacional retuvo al crearse la provincia Presidente Perón (luego del Chaco)

ARTICULO 1.- En los términos del artículo 14 de la Ley 14.037, continuarán perteneciendo al dominio del Estado nacional los bienes que, clasificados por su ubicación y destino, se mencionan a continuación: (...) Parques Nacionales: lotes 6 y mitad Sur del 7, de la Colonia Pastoril.

El área mencionada por la ley era de 12 500 ha debido a que la legua b del lote VI (denominada Reforestación Capitán Solari, de 2500 ha) se adjudicó a la entonces Jefatura de la Administración de Bosques. Este sector fue incorporado al parque nacional en 1966 cuando se efectuó la mensura, que arrojó 14 981 ha. El traspaso de los bienes muebles e inmuebles del sector se realizó en 1968.
La ley n.º 19292 de Límites de los distintos Parques y Reservas, sancionada y promulgada el 11 de octubre de 1971, lo menciona como parque nacional Chaco.

Artículo 1°.- Decláranse Parque Nacional las superficies comprendidas dentro de los límites que más adelante se expresan y de acuerdo a la siguiente denominación: (...)
 Art. 5°.- Los Parques Nacionales Río Pilcomayo, Chaco, El Rey y Tierra del Fuego, como la Reserva Natural Formosa y el Monumento Natural de los Bosques Petrificados, se mantienen como tales y ajustados a las leyes de su creación.

La ley de Parques Nacionales n.º 22351, sancionada y promulgada el 4 de noviembre de 1980 lo confirma como parque nacional mencionando a la ley n.º 14366.

ARTICULO 32. — A los fines de esta ley y en razón de las reservas oportunamente dispuestas por el Estado Nacional o cesión de dominio y jurisdicción de las respectivas provincias, integran a la fecha el sistema de Parques Nacionales, Monumentos Naturales y Reservas Nacionales, sin perjuicio de los que se incorporen en el futuro, los siguientes: (...) 11.- PARQUE NACIONAL CHACO (Ley 14.366).

El decreto n.º 2149/1990 de 10 de octubre de 1990 designó a un sector del parque nacional como reserva natural estricta. Los límites de la reserva natural estricta fueron modificados por el decreto n.º 453/1994 de 23 de marzo de 1994, que la redujo a 2 sectores de unas 2500 ha y creó la reserva natural silvestre que cubre la mitad del parque.
En diciembre de 2001 fue presentado el Plan General de Manejo del Parque Nacional Chaco.

## Administración
Por resolución n.º 126/2011 de la Administración de Parques Nacionales de 19 de mayo de 2011 se dispuso que parque nacional encuadrara para los fines administrativos en la categoría áreas protegidas de complejidad III, por lo cual tiene a su frente un intendente designado, del que dependen 4 departamentos (Administración; Obras y Mantenimiento; Guardaparques Nacionales; Conservación y Uso Público) y la división de Despacho y Mesa de Entradas, Salidas, y Notificaciones. La intendencia tiene su sede en la localidad de Capitán Solari.

## Galería

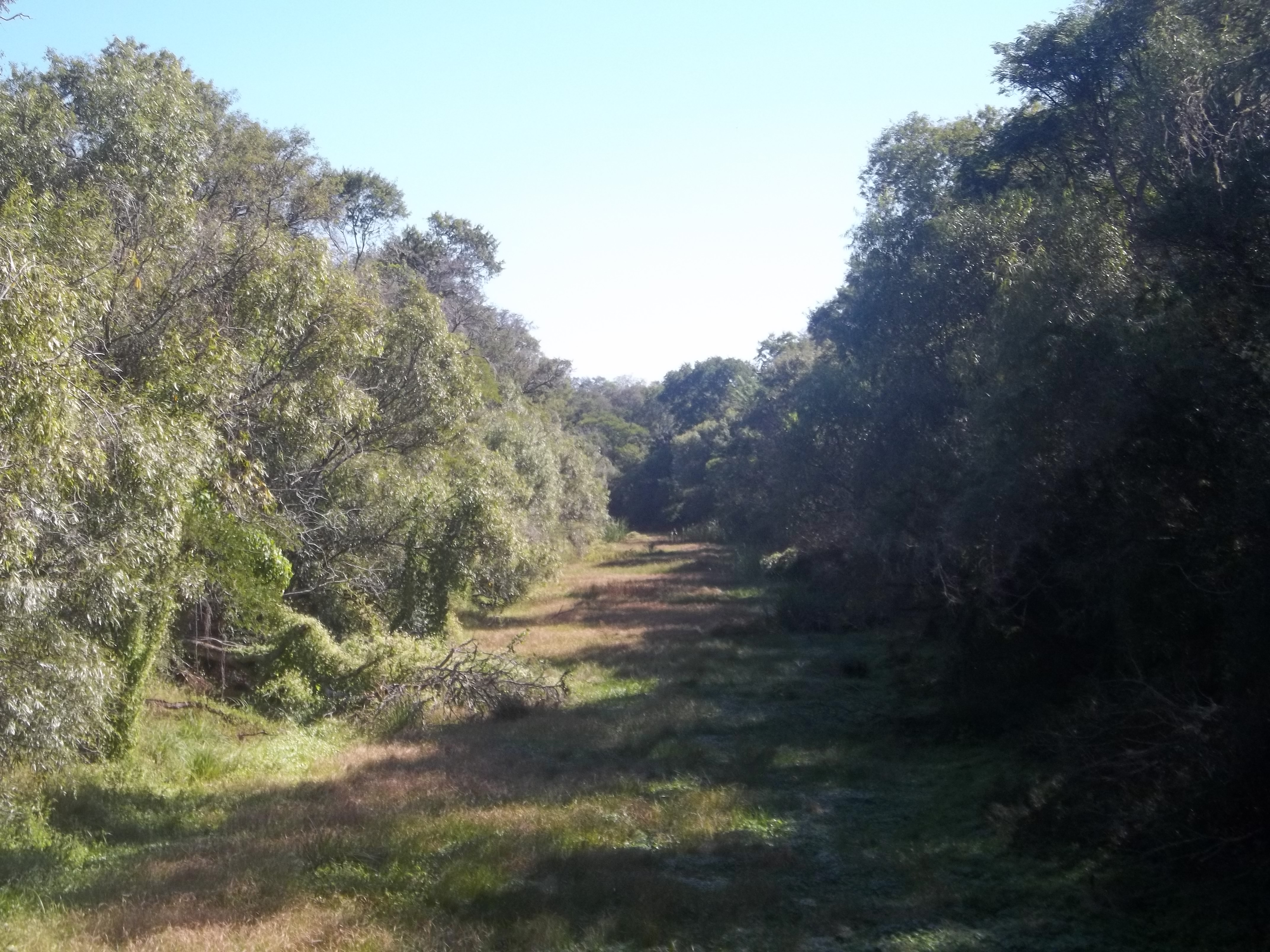
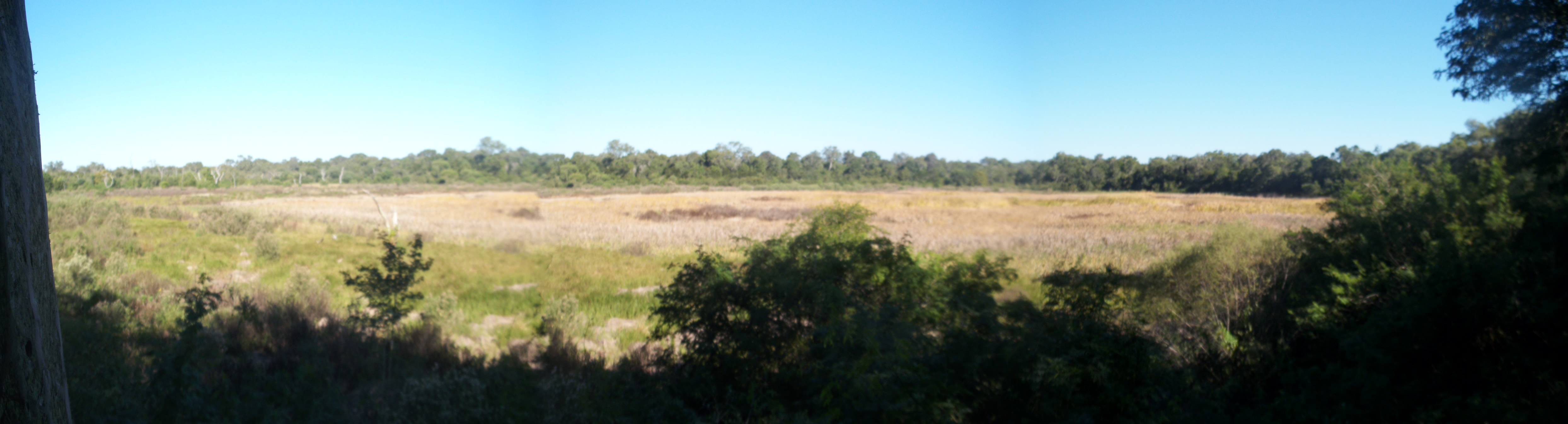
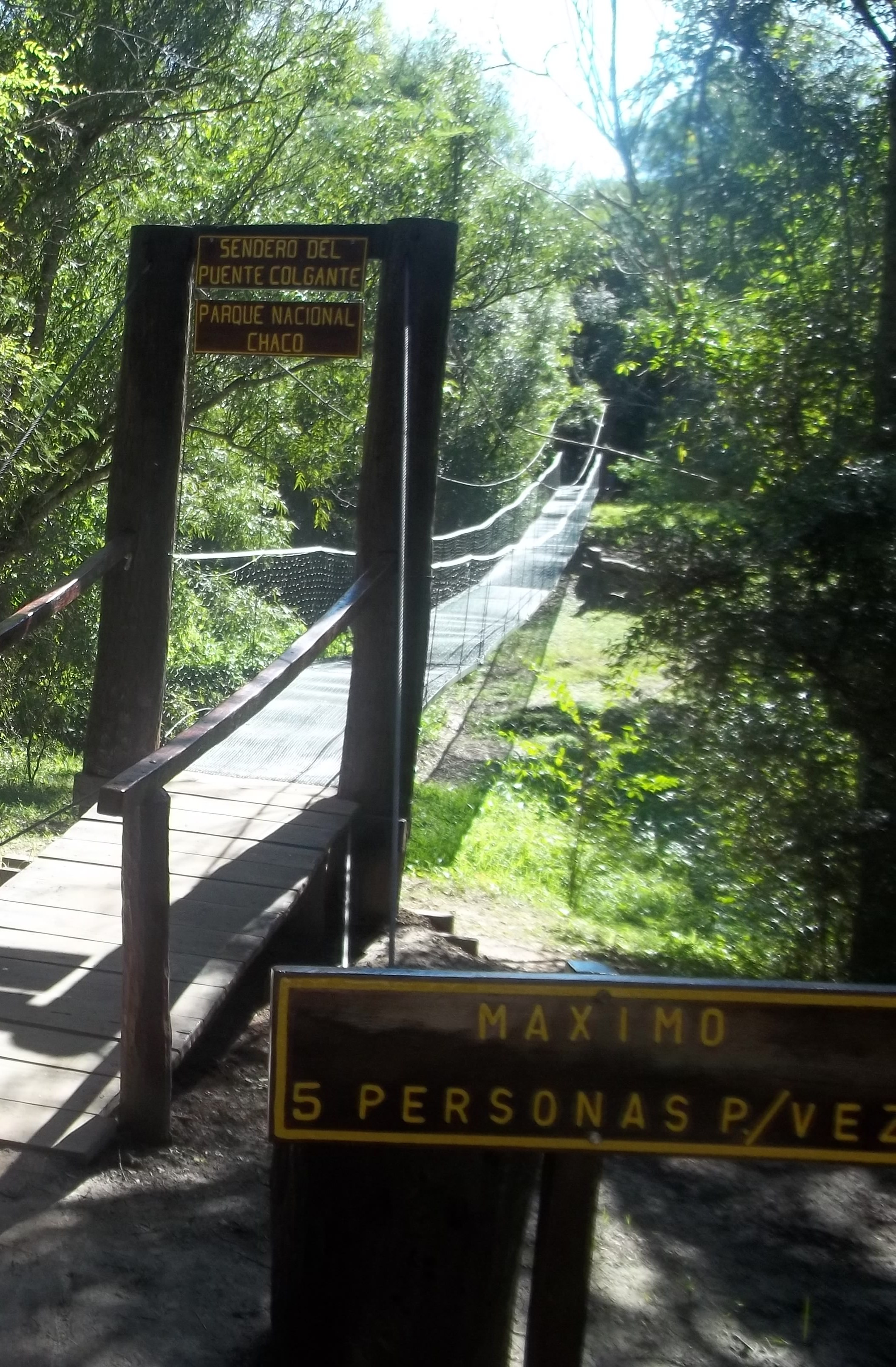
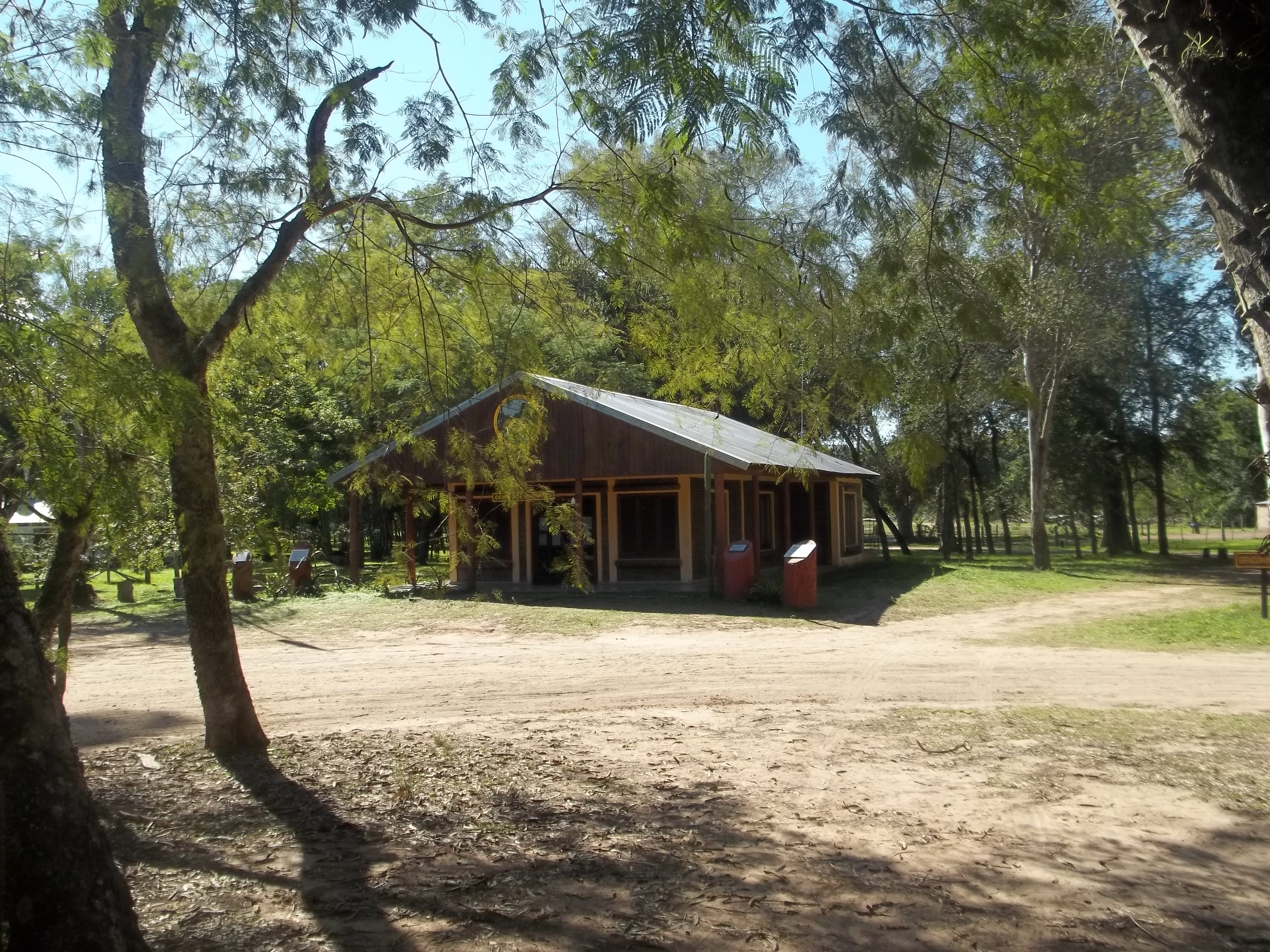